# Agrilus semiaurovittatus
Agrilus semiaurovittatus é uma espécie de inseto do género Agrilus, família Buprestidae, ordem Coleoptera.
Foi descrita cientificamente por Kurosawa, 1954.